# Operation Teardrop
Die Operation Teardrop war eine Operation der United States Navy, deren Ziel es war, deutsche U-Boote zu versenken, von denen man ausging, dass sie, mit V-1-„Flügelbomben“ bewaffnet, auf die Ostküste der Vereinigten Staaten zusteuerten. Den zwei großen U-Jagd-Task-Forces der US Navy gelang es, fünf der U-Boote zu zerstören, bei dem Verlust eines Geleitzerstörer. Nach dem Krieg kamen die Alliierten zu dem Schluss, dass sich auf den Schiffen keine Raketen befunden hatten.
Die Operation Teardrop wurde im späten Jahr 1944 als Reaktion auf Geheimdienstinformationen geplant. Sie hatten angegeben, dass Deutschland eine mit Raketen bewaffnete U-Boot-Truppe aufbaue. Der Plan wurde im April 1945 ausgeführt, nachdem Deutschland mehrere U-Boote der Klasse IX von Norwegen in Richtung Vereinigte Staaten geschickt hatte. Während schlechte Wetterbedingungen im Nordatlantischen Ozean die Effektivität der vier US-amerikanischen Geleitflugzeugträger stark einschränkten, konnten Geleitzerstörer die meisten deutschen U-Boote finden und zerstören. Vier der angegriffenen U-Boote wurden mit ihrer gesamten Besatzung versenkt. Ein Großteil der Besatzung des anderen untergehenden U-Bootes wurde gefangen genommen und deren Spezialisten brutal verhört. Im Gegenzug wurde die USS Frederick C. Davis (DE-136) mit dem Großteil ihrer Besatzung versenkt. Die verbliebenen U-Boote stellten sich im frühen Mai 1945 der US Navy im Zuge der allgemeinen deutschen Kapitulation.

## Hintergrund
Im späten Jahr 1944 erhielten die Alliierten Geheimdienstinformationen, die andeuteten, dass die Kriegsmarine plante, mittels V-1 Städte an der Ostküste der USA anzugreifen. Im September desselben Jahres gab Oscar Mantel, ein von der US Navy gefangengenommener Spion, gegenüber dem FBI an, dass mehrere, mit Raketen bewaffnete U-Boote auslaufbereit gemacht würden. Analysten der United States Tenth Fleet untersuchten anschließend Fotos von unüblichen Befestigungen in U-Boot-Basen in Norwegen, aber folgerten, dass diese nur Holzschienen zum Laden von Torpedos gewesen seien. Weitere Gerüchte von mit Raketen bewaffneten U-Booten kamen später im Jahr auf, einschließlich eines, welches von Schwedens Supreme Headquarters Allied Expeditionary Force verbreitet wurde. Die britische Admiralität widersprach diesen Berichten. Er schätzte, dass die V-1 Raketen an U-Booten der Klasse IX angebracht werden könnten, es aber unwahrscheinlich wäre, dass die Deutschen ihre spärlichen Ressourcen in ein solches Projekt investieren würden.

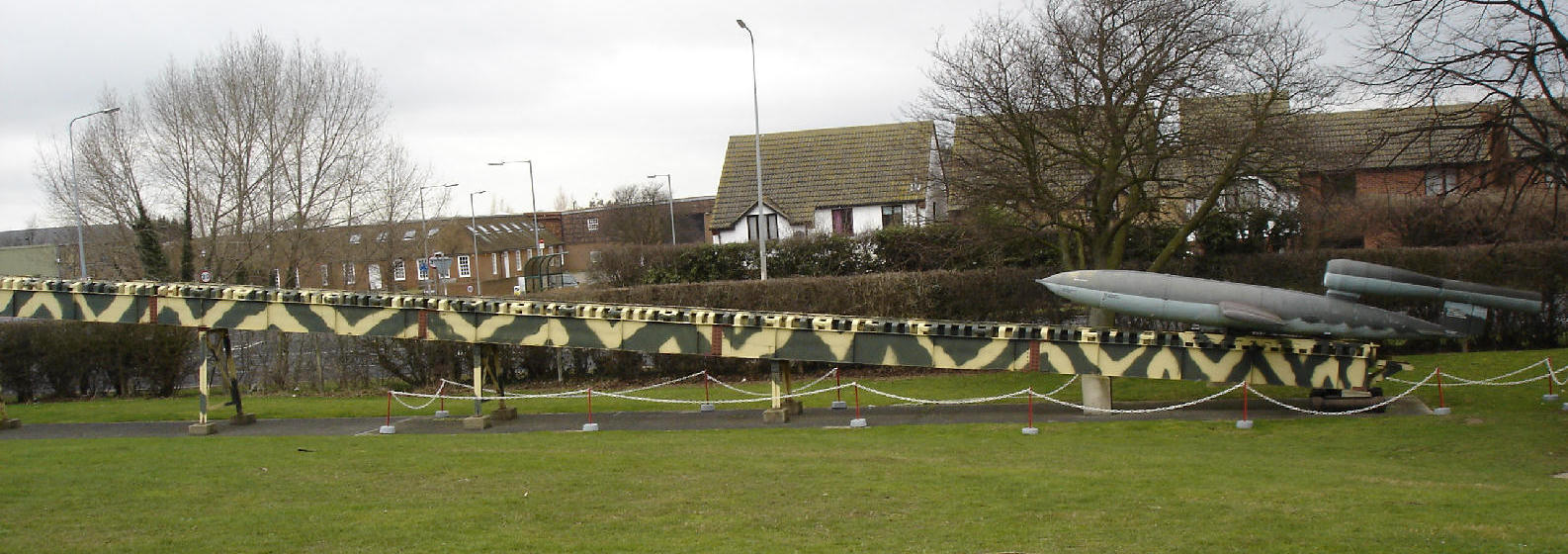
Eine V-1 auf einer Startrampe im Imperial War Museum Duxford

Trotz der Einschätzungen der Tenth Fleet und der Admiralität blieben das US-Militär und die Regierung besorgt, dass Deutschland Vergeltungsschläge gegen Ostküstenstädte verüben könnte. Im frühen November 1944 begann der Eastern Sea Frontier eine intensive Suche nach U-Booten in einem Radius von 400 km vor New York City. Anfang Dezember 1944 erzählten die Spione William Curtis Colepaugh und Eric Gimpel, welche in New York City verhaftet worden waren, nachdem sie mit U 1230 in Maine gelandet waren, ihren Verhörern, dass die Deutschen eine Gruppe von mit Raketen bewaffneten U-Booten vorbereiten. Am 10. Dezember warnte der amtierende Bürgermeister der Stadt New York, Fiorello LaGuardia, die Bevölkerung, dass Deutschland einen Angriff mit Langstreckenraketen auf New York City erwäge. LaGuardias Warnungen und die Behauptungen der gefangengenommenen Spione lösten ein beachtliches Medienecho aus. Trotz allem gab das Kriegsministerium der Vereinigten Staaten, welches von der US-Army dominiert wurde, Präsident Franklin D. Roosevelt am 11. Dezember den Ratschlag, dass die Gefahr eines Raketenangriffes so niedrig wäre, dass es den Abzug von Ressourcen von anderen Aufgaben nicht rechtfertige. Diese Einschätzung wurde von der US Navy nicht unterstützt.
Als Antwort auf die wahrgenommene Gefahr bereitete die United States Atlantic Fleet einen Plan zur Verteidigung der Ostküste vor Luft- und Raketenangriffen vor. Dieser Plan erhielt den Codenamen „Operation Bumblebee“, wurde aber später in „Operation Teardrop“ umbenannt. Fertiggestellt am 6. Januar 1945, beinhaltete der Plan den Einsatz von Anti-U-Boot-Einheiten der US Navy sowie Einheiten der United States Army Air Forces und der US-Army, welche für den Abschuss angreifender Flugzeuge und Raketen verantwortlich waren. Der Kern des Planes war die Formation von zwei großen Task-Forces, welche im mittleren Atlantik eingesetzt wurden und eine Blockade gegen sich der Ostküste nähernden U-Booten bilden sollten. Diese Sonderkommandos wurden aus verschiedenen, bereits existierenden Geleitflugzeugträgergruppen gebildet und benutzten Argentia, Neufundland als Operationsbasis. Neben der Verteidigung vor Raketenangriffen wurden diese großen Truppen auch mit dem Bekämpfen der neuen und hochentwickelten U-Boote der Klasse XXI beauftragt, hätten diese angefangen, im zentralen Atlantik zu operieren. Der Kommandant der Atlantikflotte, Vize-General Jonas H. Ingram, gab am 8. Januar eine Pressekonferenz, in der er vor der Gefahr eines Raketenangriffes warnte und ankündigte, dass eine große Truppe zur Abwehr solcher U-Boote aufgestellt wurde.
Im Januar 1945 machte Albert Speer eine Propaganda-Übertragung, in dem er behauptete, dass V-1 und V-2-Raketen „am 1. Februar 1945 auf New York fallen werden“. Dies verstärkte die Besorgnis der US-Regierung gegenüber der Gefahr von Raketenangriffen. Allerdings waren die Deutschen nicht fähig, Raketen von ihren U-Booten aus abzuschießen, nachdem beide Versuche, von U-Booten abschießbare Raketen zu entwickeln, gescheitert waren. Im Juni 1942 war von U 511 der Abschuss kleiner Kurzstreckenartillerieraketen getestet worden, welche unter Wasser gezündet werden konnten. Die Entwicklung des Systems wurde Anfang des Jahres 1943 beendet, da es die Seetüchtigkeit des U-Bootes beeinflusste. Im November 1944 begann das deutsche Militär mit der Entwicklung eines Abschussbehälters für die V-2, welcher von einem U-Boot gezogen werden konnte. Diese Behälter sollten vor der US-Ostküste in Position gebracht werden, um dann damit New York anzugreifen. Den Auftrag für den Bau eines Prototypes bekam die AG Vulcan in Stettin im März oder April 1945, jedoch kam es bis zum totalen Zusammenbruch des Deutschen Reiches zu keinen wesentlichen Entwicklungen. Es ist unwahrscheinlich, dass das System erfolgreich gewesen wäre, wäre es fertiggestellt worden.

## Operation

### Anfängliche Aufstellung
Neun deutsche U-Boote der Klasse IX wurden von Norwegen entsandt, um im März 1945 vor Kanada und den Vereinigten Staaten zu patrouillieren. Am 12. April wurden die Boote U 518, U 546, U 805, U 858, U 880, U 881 und U 1235 der „Gruppe Seewolf“ zugeordnet und beauftragt, die Schifffahrt südlich von New York anzugreifen. Die verbleibenden zwei U-Boote – U 530 und U 548 – wurden in kanadische Gewässer gesandt. Der Sinn ihrer Abfahrt war das „Ärgern und Trotzen der Vereinigten Staaten.“
Durch dekodierte Informationen der Enigma war den Alliierten das Ablegen und der Zielort der Truppen bekannt. Vize-Admiral Ingram und die U.S. Tenth Fleet schlossen daraus, dass die Boote der Gruppe Seewolf V-1-Flugkörper mit sich führten, und starteten daraufhin die Operation Teardrop. Die Schiffe der First Barrier Force, welche aus den Geleitflugzeugträgern Mission Bay und Croatan sowie 20 Geleitzerstörern bestand, legten zwischen dem 25. und 27. März ab. Das erste Ziel war Argentia, um dort nachzutanken und eine 190 km lange Linie zu bilden, wobei die beiden Flugzeugträger, jeweils von vier Geleitzerstörern beschützt, an das westliche Ende der Linie fuhren. Die Luftoperationen der Flugzeugträger wurden jedoch vom schlechten Wetter verhindert.
Während sie nach Westen liefen, wurde der Gruppe Seewolf vom Befehlshaber der U-Boote der Angriff auf den Schiffsverkehr befohlen. Die Schiffe fanden keine Ziele, da die Alliierten ihre Konvois nach Süden verlagert hatten, um den deutschen U-Booten und dem schlechten Wetter aus dem Weg zu gehen. Die deutschen U-Boote fingen somit an, ihre anfänglichen Zielpositionen östlich der Neufundlandbank am 8. April zu erreichen. Der Befehlshaber wies der Gruppe Seewolf zwölf verschiedene Spährouten zwischen dem 2. und dem 19. April zu. Die Funksignale wurden von den Alliierten entschlüsselt, was ihnen detaillierte Informationen über die Standorte der U-Boote verschaffte.

### Aktionen derFirst Barrier Force
Kurz vor Mitternacht am 15. April erschien U 1235 auf dem Radar der USS Shanton, etwa 800 km nördlich der Insel Flores. Sofort griff sie das U-Boot mit seinem Hedgehog-Anti-U-Boot Mörser an, aber verfehlte es, als es abtauchte. Unterstützt von der USS Frost, entdeckte die Shanton das U-Boot auf dem Sonar und feuerte drei weitere Mörsersalven ab. Der dritte Angriff, welcher am 16. April um 00:33 Uhr stattfand, versenkte das U-Boot mitsamt seiner Mannschaft.
Kurz danach entdeckte die Frost U 880 auf dem Radar, als es versuchte, das Gebiet über Wasser zu verlassen. Nachdem das U-Boot mit einer Leuchtgranate sichtbar gemacht worden war, eröffneten die Geleitzerstörer mit ihren 40-mm-Bofors-Geschützen das Feuer. Dies geschah aus einer Distanz von 590 m um 02:09 Uhr. U 880 tauchte daraufhin ab, wurde aber von dem Sonar der Shanton und der Frost registriert. Die beiden US-amerikanischen Schiffe feuerten mehrere Mörsergranaten auf das U-Boot ab, von denen letztlich die Shanton um 04:04 Uhr den finalen Treffer erzielte und das U-Boot zusammen mit seiner gesamten Mannschaft versenkte. Bei beiden U-Booten kam es nach den Treffern der Hedgehogprojektile zu schweren Explosionen, was die Angst vor mitgeführten Raketen noch verstärkte und die First Barrier Force noch stärker motivierte, ihre Anstrengen zur Zerstörung der übrigen U-Boote zu intensivieren.
Nachdem U 1235 und U 880 versenkt worden waren, steuerte die First Barrier Force westwärts. Mit Leigh Lights ausgestattete Consolidated B-24 der VPB-114 entdeckten in der Nacht vom 18. zum 19. April U 805 an der Wasseroberfläche. Das U-Boot war nur 80 km von der Mission Bay und ihren Eskorten entfernt, wurde aber nicht angegriffen, da der Flugzeugträger bis zum Abtauchen des U-Bootes nicht sicher feststellen konnte, ob es sich um ein feindliches handelte. In der Nacht vom 20. April versuchte U 546, einen Geleitzerstörer zu torpedieren, verfehlte ihn aber. In der folgenden Nacht wurde U 805 von der USS Mosley entdeckt, entkam jedoch, nachdem es von der Mosley, der USS Lowe und der USS J. R. Y. Blakely über zwei Stunden verfolgt worden war.
Ihren letzten Erfolg verzeichnete die First Barrier Force in der Nacht vom 21. zum 22. April. Kurz vor Mitternacht entdeckte die USS Carter U 518 über Sonar. Die USS Neal A. Scott kam daraufhin zur Unterstützung herbei und feuerte den ersten Hedgehog-Angriff auf das U-Boot ab. Daraufhin griff auch die Carter mittels Mörser an und versenkte U 518 mit seiner ganzen Mannschaft. Zur Zeit des Angriffs war die First Barrier Force gerade auf dem Heimweg zurück nach Argentia, nachdem die Second Barrier Force sie abgelöst hatte.

### Aktionen derSecond Barrier Force
Die Second Barrier Force bestand aus den Geleitflugzeugträgern Bogue und Core sowie 22 Geleitzerstörern. Bogue und zehn Zerstörer legten am 16. April vom Quonset Point ab, während die Core und zwölf Zerstörer von Bermuda und anderen Orten ablegten. Die Schiffe wurden entlang des 45. Längengrades in einer 169 km langen Patrouillenlinie stationiert und liefen Richtung Osten. Diese Linie bestand aus 14 Geleitzerstörern im Abstand von acht Kilometern, mit der Core und ihren vier Eskorten am nördlichen Ende und der Bogue mit ihren vier Eskorten am südlichen Ende.
In der Nacht vom 22. zum 23. April löste der Befehlshaber der U-Boote die Gruppe Seewolf auf und schickte die drei überlebenden U-Boote auf Positionen zwischen New York und Halifax. Kurz danach wurden U 881, U 889 und U 1229, welche bis dahin separat operiert hatten, auf Positionen zwischen New York und Cape Hatteras geschickt. Die Funksprüche wurden von den Alliierten entschlüsselt und verstärkten die Angst, dass die U-Boote versuchen würden, amerikanische Städte anzugreifen.
Die Second Barrier Force begegnete ihrem ersten U-Boot am 23. April, als eine Grumman TBF der VC-19 kurz nach Mittag U 881 etwa 119 km nordwestlich der Bogue sichtete. Das Flugzeug ließ Wasserbomben fallen, die aber keine ernsthaften Schäden am U-Boot hinterließen. Dies war der erste Luftangriff während der Operation Teardrop. Am nächsten Tag entdeckte U 546 die Core und versuchte, sich in eine Position zu manövrieren, aus der es den Geleitflugzeugträger angreifen konnte. Das U-Boot versuchte, die Sicherung des Trägers zu überwinden, wurde aber von der USS Frederick C. Davis um 08:30 Uhr entdeckt, welche sofort den Angriff auf U 546 vorbereitete. Nachdem Kapitänleutnant Paul Just realisiert hatte, dass sein U-Boot entdeckt worden war, schoss er aus einer Entfernung von 590 m einen Zaunkönig-Torpedo auf die Zerstörereskorte ab. Die Foxer-Ablenkung der Frederick C. Davis war nicht erfolgreich, und der Torpedo traf ihren Maschinenraum um 08:35 Uhr. Sie sank fünf Minuten später, wobei 66 der 192 Matrosen gerettet werden konnten. Daraufhin begann eine zehnstündige Verfolgungsjagd mit acht amerikanischen Zerstörern, bevor die USS Flaherty mit ihrem Hedgehog-Mörser U 546 schwer beschädigte. Das U-Boot tauchte sofort auf, wurde aber versenkt, als die Flaherty und drei oder vier andere Zerstörer das Feuer auf sie eröffneten. Kapitänleutnant Just sowie 32 weitere Besatzungsmitglieder überlebten den Angriff und wurden gefangen genommen.

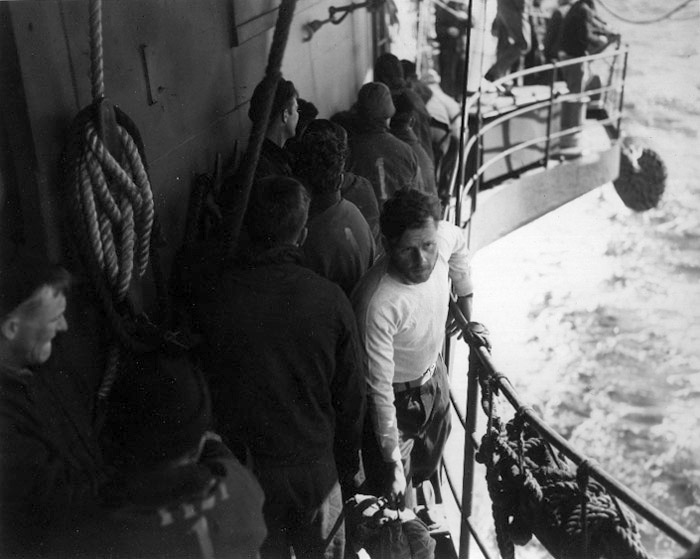
Kapitänleutnant Just kommt an Bord der USS Bogue, nachdem er gerettet worden ist.

Um Informationen über die mögliche Existenz von mitgeführten Raketen zu erhalten, wurden einige der Überlebenden der U-546 ausgesprochen brutal verhört. Nach kurzen Befragungen an Bord der Bogue wurden die Überlebenden in eine US-Basis in Argentia verlegt. Bei ihrer Ankunft am 27. April wurden acht Spezialisten von den anderen 25 Überlebenden getrennt, die – anders als die separierten acht – in ein Kriegsgefangenenlager geschickt wurden. Die Spezialisten wurden in Einzelhaft gesteckt und „Schockverhör“-Techniken unterzogen, die etwa anstrengende körperliche Übungen sowie körperliche Gewalt in Form von Tritten und Schlägen beinhalteten. Am 30. April lieferte Kapitänleutnant Just einige Informationen über die Zusammensetzung und Auftrag der Gruppe Seewolf, kurz bevor er bewusstlos wurde. Aus den von Just und anderen Spezialisten bereitgestellten Informationen wurde jedoch nicht erkenntlich, ob die U-Boote Raketen mit sich führten. Die acht Mann wurden kurz nach dem V-E-Day nach Fort Hunt (Virginia) geschickt, wo die harten Verhöre fortgesetzt wurden, bis Just sich am 12. Mai entschied, einen Bericht über die Geschichte von U 546 zu schreiben. Der Historiker Philip K. Lundeberg schrieb, dass es sich bei den Schlägen und Folter der Überlebenden von U 546 um eine „einmalige Greueltat“ handelte, motiviert vom akuten Druck der Verhörenden, schnellstmöglich Informationen über mögliche Raketenangriffe zu erhalten.
Vom 24. April an bewegte sich die Second Barrier Force langsam von Westen Richtung Süden, um die verbleibenden U-Boote zu finden. In der Nacht zum 25. April erschien ein U-Boot auf dem Radar der USS Swennig, konnte jedoch der darauffolgenden Verfolgung entkommen. Nach einer Woche Suche südlich der Neufundlandbank wurde die Second Barrier Force am 2. Mai aufgeteilt, um eine größere Fläche abdecken zu können. Während dieser Zeit verstärkte die Mission Bay-Gruppe, mit ihren drei Geleitflugzeugträgern und -zerstörern, die Second Barrier Force.
U 881 war das fünfte und letzte U-Boot, das während der Operation Teardrop versenkt wurde. Es wurde am 5. Mai kurz vor Sonnenaufgang entdeckt, als es versuchte, die Blockade unter Wasser zu durchbrechen. Es wurde vom Zerstörer USS Farquhar entdeckt, der sofort auf Steuerbord wechselte und Wasserbomben abwarf, die das U-Boot mit seiner gesamten Besatzung um 06:16 Uhr versenkten. U 881 war das letzte deutsche U-Boot, das von der US Navy während des Zweiten Weltkrieges versenkt wurde.
Die Second Barrier Force baute ihre letzte Barriere entlang des 60. Längengrades West am 7. Mai auf. Nach dem Ende des Zweiten Weltkrieges akzeptierte sie die Kapitulation von U 234, U 805, U 858 und U 1228 auf hoher See, bevor sie zu Basen an der Ostküste der USA zurückkehrte.

## Nachwirkungen

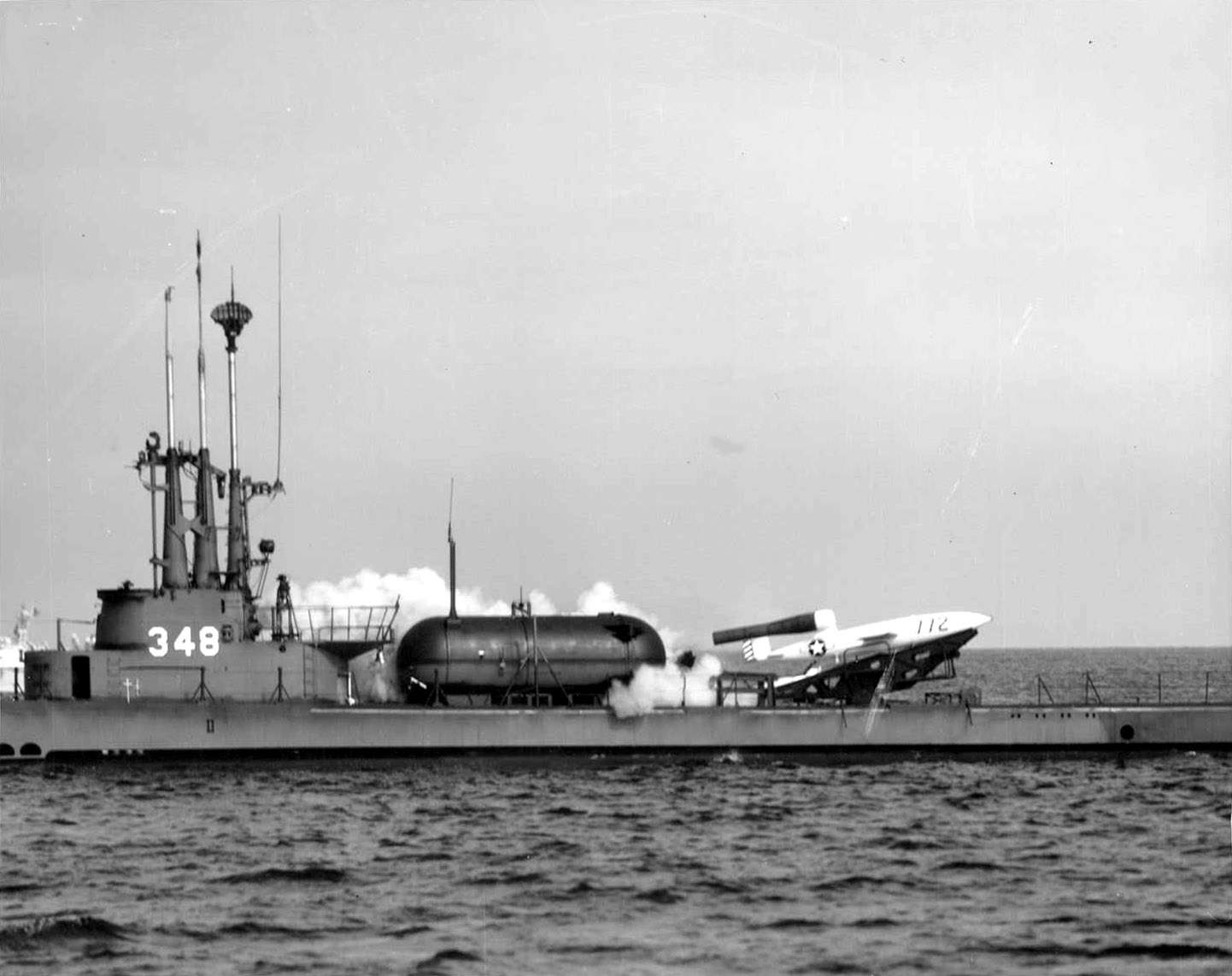
Eine Rakete wird vom Deck der USS Cusk abgeschossen (1951).

Nachdem sich die Deutschen ergeben hatten, versuchte die US Navy weiterhin herauszufinden, ob die U-Boote Raketen an Bord gehabt hatten. Die Besatzungen von U 805 und U 858 wurden verhört und bestätigten, dass ihre Schiffe nicht mit Raketenabschussvorrichtungen ausgestattet waren. Kapitänleutnant Friedrich Steinhoff, welcher das Kommando über U 511 während der Raketentests besaß, wurde bei der Kapitulation von U 873 gefangen genommen und verhört. Bei dem Verhör kam es zu Misshandlungen. Eine offizielle Untersuchung von Seiten der US Navy wurde eingeleitet, nachdem Steinhoff kurze Zeit später im Charles Street Jail in Boston Selbstmord begangen hatte. Es ist nicht bekannt, ob die Alliierten von Steinhoffs Involvierung in die Raketentests wussten.
Die bei der Operation Teardrop angewandten Taktiken wurden nach dem Krieg von US Navy Offizieren evaluiert. Die Geleitflugzeugträger waren durch das schlechte Wetter während der Operation behindert. Trotzdem waren sie erfolgreich darin, die U-Boote auf Tauchkurs zu zwingen, was ihre Geschwindigkeit stark verringerte. Andere Berichte betonen die Wichtigkeit der Zusammenarbeit zwischen den Geleitzerstörern während eines Angriffes auf U-Boote und argumentierten, dass einreihige Blockaden, wie sie in den meisten Fällen während der Operation Teardrop angewendet worden waren, weniger effektiv seien als eine Gruppe von Schiffen, die zur Patrouille eines gewissen Gebietes eingeteilt sei. Dennoch beschrieb Philip K. Lundeberg die Operation als „eine klassische Demonstration, nicht nur von koordinierten Jägertaktiken, zum Teil abgeleitet von Erfahrungen der Briten, sondern auch vom schweren Einfluss von Kommunikationsinformationen in verbotenen Transit- und Operationsgebieten von U-Booten.“
In den Jahren nach dem Zweiten Weltkrieg wurde eine Variante der V-1 von der US Navy verwendet, um Raketenstarts von U-Booten aus zu testen. Raketen des Types Republic-Ford JB-2 wurden von der USS Cusk und der USS Carbonero in einer Reihe von Versuchen getestet, welche am 12. Februar 1947 begannen. Diese Tests waren erfolgreich und führten zur Entwicklung weiterer von U-Booten aus startbaren Marschflugkörpern. Der Erfolg der US Navy, eine Variante der V-1 von einem U-Boot aus zu starten, demonstrierte, dass es für Deutschland technisch möglich gewesen wäre, das Gleiche zu bewerkstelligen.